# Tipula subpustulata
Tipula subpustulata är en tvåvingeart som beskrevs av Mannheims 1963. Tipula subpustulata ingår i släktet Tipula och familjen storharkrankar. Inga underarter finns listade i Catalogue of Life.